# El amor acaba
«El amor acaba» es una canción escrita y producida por el español Manuel Alejandro y Ana Magdalena (solo escrita) e interpretada por el cantautor mexicano José José . Fue grabado para su decimonoveno álbum de estudio titulado Secretos (1984). La canción fue lanzada por Ariola Records en enero de 1984, como el segundo sencillo oficial del disco. En 2020 la canción volvió a ser relanzada como parte de su primer aniversario luctuoso.

## Versión de Natalia Lafourcade
En 2013, la cantante mexicana lanzo esta versión en un single promocional en el álbum Un Tributo (a José José) 2. Fue lanzado en julio del 2015 bajo el sello discográfico Warner Music.

## Lista de canciones

### Descrga digital - Single[7]
- 'El amor acaba' : 4:21

### Posición en listas de éxitos
| Lista (2013)                               | Posición más alta |
| ------------------------------------------ | ----------------- |
| Estados Unidos Billboard Latin Pop Airplay | 18                |